# Lizika
Lizika je žensko osebno ime.

## Izvor imena
Ime Lizika je tvorjenkana na -ika iz imena Liza.

## Pogostost imena
Po podatkih Statističnega urada Republike Slovenije je bilo na dan 31. decembra 2007 v Sloveniji število ženskih oseb z imenom Lizika: 30.

## Osebni praznik
V koledarju je ime Lizika skupaj z Elizabeto; god praznuje 5. novembra ali pa 17. novembra.

## Ostali viri
1. ↑  Keber, Janez, Leksikon imen (COBISS)
2. ↑  Lizika  v Podatkovni zbirki rojstnih imen in priimkov Statističnega urada Republike Slovenije
3. ↑  Reven, Zvonko, Kdaj goduješ? (COBISS)